# Ukrajinska Assoziazija Futbolu
Die Ukrajinska Assoziazija Futbolu (UAF; ukrainisch Українська асоціація футболу) ist der ukrainische Fußballverband. Er hat seinen Sitz in Kiew. Vor 2019 hieß er Federazija Futbolu Ukrajiny (Федерація футболу України, FFU).
Der UAF ist zuständig für die Organisation des Fußballs und des Futsals in der Ukraine und ist somit unter anderem für die Ukrainische Fußballnationalmannschaft und die Futsalnationalmannschaft verantwortlich. Er ist zudem Ausrichter der Premjer-Liha und des ukrainischen Pokals sowie des Supercups.
Am 6. März 1991 wurde der Verband als Teil des sowjetischen Fußballverbandes gegründet. Nach der Unabhängigkeit der Ukraine im August 1991 begannen die Verhandlungen und am 13. Dezember 1991 wurde die Gründung eines eigenen Fußballverbandes bekannt gegeben.

## Präsidenten
- 1991 – 1996: Wiktor Bannikow
- 1996 – 2000: Walerij Pustowoitenko
- 2000 – 2012: Hryhorij Surkis
- 2012 – 2015: Anatolij Konkow
- 2015 – 2024: Andrij Pawelko
- Seit 2024: Andrij Schewtschenko

## UEFA-Fünfjahreswertung
Platzierung in der UEFA-Fünfjahreswertung:
(in Klammern die Vorjahresplatzierung). Die Kürzel CL, EL und CO hinter den Länderkoeffizienten geben die Anzahl der Vertreter in der Saison 2025/26 der Champions League, der Europa League sowie der Conference League an.
- 16.  (17)  Dänemark (Liga, Pokal) – Koeffizient: 31.450 – CL: 1, EL: 1, CO: 2
- 17.  (21)  Israel (Liga, Pokal) – Koeffizient: 31.125 – CL: 1, EL: 1, CO: 2
- 18.  (14)  Ukraine (Liga, Pokal) – Koeffizient: 28.000 – CL: 1, EL: 1, CO: 2
- 19.  (11)  Serbien (Liga, Pokal) – Koeffizient: 27.775 – CL: 1, EL: 1, CO: 2
- 20.  (19)  Kroatien (Liga, Pokal) – Koeffizient: 25.525 – CL: 1, EL: 1, CO: 2

Stand: Ende der Europapokalsaison 2023/24